# Бюро 1440
«Бюро 1440» — аэрокосмическая компания в структуре «ИКС Холдинга», занятая созданием низкоорбитальной спутниковой системы для высокоскоростной широкополосной передачи данных. В 2023 и 2024 годах компания запустила экспериментальные миссии «Рассвет-1» и «Рассвет-2», начало коммерческой эксплуатации запланировано на 2027 год (к этому времени группировка из 288 спутников должна будет обеспечить глобальное покрытие).

## История
«Бюро 1440» (первоначальное название — «Мегафон 1440») начало работать в ноябре 2020 года как проектный офис «Мегафона» для изучения потенциала низкоорбитальных спутниковых систем для высокоскоростной передачи данных. Название содержало отсылку к 1440 виткам, которые совершил вокруг планеты первый искусственный спутник Земли — ПС-1. Во главе компании встал Алексей Шелобков — руководитель Yadro, российского разработчика и производителя вычислительных систем с центрами НИОКР в Санкт-Петербурге и Москве и фабрикой в Подмосковье.
«Мегафон» объявил об инвестициях в 6 млрд рублей в перспективе 2 лет при расчётной стоимости воплощения проекта свыше 1 млрд долларов. Задачей компании стала разработка экономической модели и технологической базы, создание и испытание прототипов спутников и наземных систем. «Мегафон» рассматривал гибридную орбитально-наземную сеть как экономически оправданную альтернативу прокладке оптоволокна в малонаселённые районы и как универсальную транспортную сеть для всех поколений связи.
По итогам года, в декабре 2021 «Бюро 1440» начало трансформацию из проектной лаборатории в вертикально интегрированную компанию для разработки и производства всех компонентов системы — спутников, абонентских терминалов, наземной инфраструктуры. В 2022 году компания вошла в структуру «ИКС Холдинга» и получила новое название, отсылающие к «опытно-конструкторскому бюро», а «Мегафон» остался её стратегическим партнёром. В том же году компания открыла дочерний центр НИОКР в Белоруссии – ЗАО «АэроКосмические приборы».
В ноябре 2021 года Государственная комиссия по радиочастотам выделила «Бюро 1440» полосы частот в диапазонах Кu и Кa. В дальнейшем в 2023 году компания также направила в Международный союз электросвязи три заявки на спутниковые группировки Rassvet, Rassvet-1 и Rassvet-2. Как следовало из заявок, планируемая группировка спутников включала два эшелона: на наклонных орбитах (наклонение 60°, высота 500 км) и на приполярных орбитах (наклонение 88°, высота 500 км). В работе системы заявлено использование Кu и Кa-диапазонов; частот, используемых для сетей 5G, и межспутниковых линий связи.

## Технологии

### Рассвет-1
Три аппарата миссии «Рассвет-1» были выведены на орбиту высотой 588,4 км с наклонением 98° на ракете-носителе «Союз-2.1б» с космодрома «Восточный» 27 июня 2023 года. Аппараты штатно отделились от разгонного блока, выполнили циклограмму полёта и перешли под управление ЦУП «Бюро 1440» (собственный наземный сегмент на этапе экспериментальных пусков включал 5 станций слежения, распределённых по территории России). Миссия была предназначена для экспериментальной проверки ключевых технологий и компонентов спутников в различных сценариях. Аппараты миссии «Рассвет-1» были разработаны всего за 3 года. Их масса была практически идентична массе ПС-1 — около 80 кг.
За несколько месяцев «Бюро 1440» экспериментально проверило связь между наземными абонентами (скорость загрузки данных со спутника составила 48 Мбит/с с задержкой 38 мс, передачи — 12 Мбит/с с задержкой 42 мс), работу двигательных установок и других методов корректировки орбит спутников. В августе 2023 года в ходе демонстрации технологии спутниковой связи вице-премьер России Дмитрий Чернышенко из ЦУПа в Москве провёл видеозвонок с министром цифрового развития Адыгеи Заурбеком Шу, который находился на горе Фишт — вне зоны покрытия мобильных сетей.

### Рассвет-2
Три аппарата миссии «Рассвет-2» были запущены в ночь 16—17 мая 2024 года с космодрома «Плесецк». За счёт обновлённой полезной нагрузки и новых приборов аппараты стали вдвое больше спутников первой миссии. На них были установлены разработанные «Бюро 1440» терминалы лазерной связи и аппаратура для спутниковой связи с использованием протокола стандарта 5G NTN.
В ходе миссии «Бюро 1440» отработало технологию связи по протоколу 5G (в компания заявили, что преодолели эффект Доплера и задержки в канале связи между абонентским терминалом и спутником, который двигался на скорости 27 000 км/ч на высоте 800 км). В ходе испытаний межспутниковой лазерной связи было проведено 14 тестов на дистанции 30—220 км, всего было передано 1,5 Тб данных (максимальный объём за один сеанс — 450 Гб без повреждённых пакетов).

## Планы
«Бюро 1440» планировало вывести на орбиту первые рабочие спутники в 2026 году, а к 2027 году нарастить группировку до 250 аппаратов и начать коммерческую эксплуатацию проекта. С 2025 года компания планировала запускать по 150—180 спутников в год и довести их количество до 730 к 2030 году, а затем более 900 к 2035. 
Число потенциальных абонентов «Бюро 1440» оценивало в 1,5—2 млн человек в России и до 12 млн в мире (планировалось охватить более 70 стран) при плановой пропускной способности на абонента от 50 Мбит/с до 1 Гбит/с.
«Бюро 1440» разрабатывает два типа абонентских терминалов для своей спутниковой системы — стационарный и мобильный. В мае 2024 года в рамках конференции «Цифровая индустрия промышленной России» (ЦИПР—2024) «Бюро 1440» заключило с РЖД и «Аэрофлотом» соглашения о предоставлении высокоскоростного канала связи для доступа в интернет в поездах дальнего следования и самолётах.

## Участие в госпрограммах
В январе 2023 года «Бюро 1440» стало одной из частных космических компаний, которые получат поддержку в рамках утверждённых правительством РФ дорожной карты «Перспективные космические системы и сервисы на период до 2030 года».
В июне 2024 года в проект поправок к федеральному бюджету на 2024 год и плановый период 2025—2026 годов было заложено 9,35 млрд рублей для создания и выведения на орбиту 66 космических аппаратов «Бюро 1440».